# Толанский (лунный кратер)
Кратер Толанский (лат. Tolansky) — небольшой ударный кратер в области восточного побережья Моря Познанного на видимой стороне Луны. Название присвоено в честь британского физика Сэмюэла Толански (1907—1973) и утверждено Международным астрономическим союзом в 1976 г. 

## Описание кратера

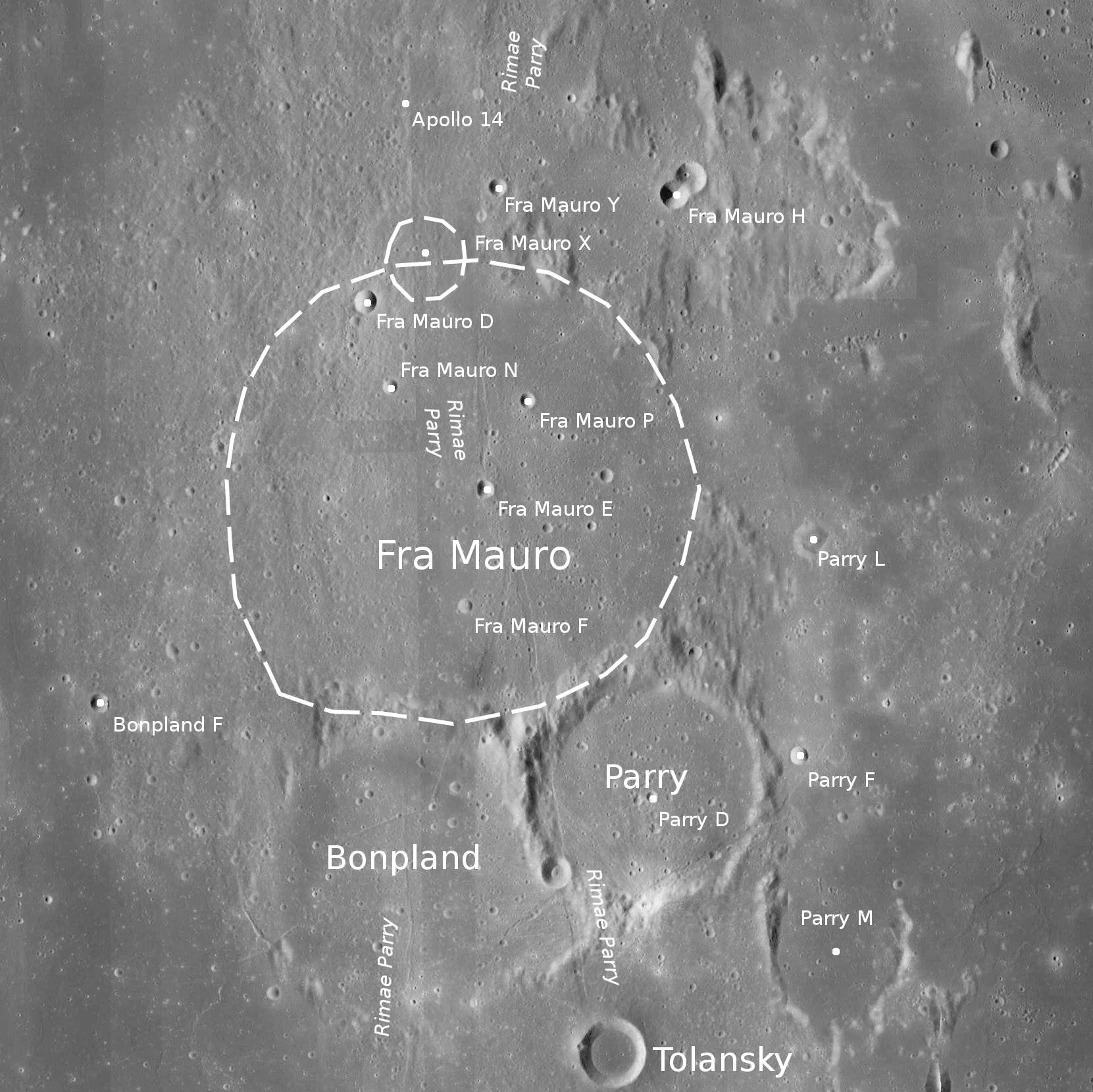
Окрестности кратера Толанский. Снимок зонда Lunar Reconnaissance Orbiter.

Ближайшими соседями кратера Толанский являются кратер Бонплан на северо-западе; кратер Парри на севере и кратер Герике на юго-востоке. На западе от кратера расположена гряда Геттарда; на севере и юге от кратера находятся борозды Парри. Селенографические координаты центра кратера 9°31′ ю. ш. 15°59′ з. д. / 9,52° ю. ш. 15,98° з. д., диаметр 13,0 км, глубина 980 м.
Кратер Толанский имеет циркулярную форму и затоплен базальтовой лавой, над поверхностью лавы выступает лишь острая узкая вершина вала с гладким внутренним склоном и высоким альбедо. Высота вала над окружающей местностью достигает 490 м.  Дно чаши ровное, не имеет приметных структур. По морфологическим признакам кратер относится к типу SOS (по названию типичного представителя этого класса — кратера  Созиген).
До получения собственного наименования в 1976 г. кратер имел обозначение Парри A (в системе обозначений так называемых сателлитных кратеров, расположенных в окрестностях кратера, имеющего собственное наименование).

## Сателлитные кратеры
Отсутствуют.

## См.также
- Список кратеров на Луне
- Лунный кратер
- Морфологический каталог кратеров Луны
- Планетная номенклатура
- Селенография
- Минералогия Луны
- Геология Луны
- Поздняя тяжёлая бомбардировка